# Tattoo (film, 1981)
 (décembre 2023).
Pour plus de détails, voir Fiche technique et Distribution.
Tattoo est un thriller érotique américain réalisé par Bob Brooks (en), sorti en 1981.Il dépeint la relation entre un mannequin et un tatoueur excentrique qui tourne rapidement au mal.

## Synopsis
Le tatoueur Karl Kinsky (Dern) est sollicité par le célèbre photographe Halsey ( Leonard Frey ) pour réaliser des tatouages temporaires pour des mannequins en maillot de bain. Malgré ses réticences, Kinsky accepte de participer après avoir vu des photos de l'un des mannequins, Maddy (Adams).
Après la séance photo, Kinsky écoute jalousement Maddy et son petit ami séducteur, le musicien de jazz Buddy ( John Getz ). Maddy se plaint d'avoir dû se "droguer" pour dormir à cause des horaires étranges de Buddy. Maddy invite Kinsky à dîner, où il affirme maladroitement sa domination envers le maître d'hôtel , puis menace de tuer l'ex-petit ami de Maddy, Albert (Sam Schacht), pour avoir utilisé des blasphèmes et flirté en état d'ébriété avec Maddy. Ils quittent rapidement le restaurant et se rendent à l'appartement de Maddy.

## Fiche technique
- Titre original et français : Tattoo
- Réalisation : Bob Brooks (en)
- Scénario : Bob Brooks (en) et Joyce Buñuel
- Photographie : Arthur J. Ornitz et Michael Seresin
- Montage : Thom Noble
- Musique : Barry De Vorzon
- Production : Carolyn Pfeiffer et Lionel Wigram
- Pays d'origine : États-Unis
- Format : Couleurs - 1,85:1 - Mono
- Genre : Thriller érotique
- Durée : 103 minutes
- Date de sortie : 1981

## Distribution
- Bruce Dern : Karl Kinsky
- Maud Adams : Maddy
- Leonard Frey : Halsey
- Rikke Borge : Sandra
- John Getz : Buddy
- Peter Iacangelo : Dubin
- Alan Leach : le client
- Cynthia Nixon : Cindy
- Trish Doolan : Cheryl
- Anthony Mannino : George
- Lex Monson : Dudley
- Patricia Roe : Doris
- Jane Hoffman : Teresa
- Robert Burr : Ralph
- John Snyder : Hawker
- Kate McGregor-Stewart : la femme enceinte

## Distinctions
- 1 prix nommé au Razzie Awards en 1982 :
  - pire acteur (Bruce Dern)